# Phare de Castillo de San Sebastián
Le Phare de Castillo de San Sebastián (ou phare de Cadix) est un phare situé dans la forteresse à l'entrée du port de Cadix du nom de château de San Sebastián, dans la province de Cadix en Andalousie (Espagne). Cette forteresse est classée Bien d'intérêt culturel depuis 1993.
Il est géré par l'autorité portuaire du port de la baie de Cadix.

## Histoire
Ce phare, mis en service en 1913, est le seul phare survivant de ce type en Espagne. Il est formé d'un tube central en acier de 2 m de diamètre intérieur et de 8 montants métalliques en extérieur. Cette tour mesure 37 m de haut, avec une galerie et lanterne. La structure est entièrement peinte en blanc. Il émet deux flashs blancs toutes des 10 secondes et possède aussi une corne de brume émettant une courte explosion toutes les 20 secondes.
Le Castillo de San Sebastián a été construit au début du 17e siècle sur une petite île dans l'approche du port de Cadix. L'île avait été plus tôt l'emplacement d'un monastère consacré à San Sebastián. L'île a été jointe au continent par un kilomètre de jetée dans les années 1800.
Identifiant : ARLHS : SPA-063 ; ES-10250 - Amirauté : D2362 - NGA : 3940 .
|                           |
| Castillo de San Sebastián |

|          |
| Le phare |

### Lien connexe
- Liste des phares d'Espagne